# Římskokatolická farnost Rudoltice
Římskokatolická farnost Rudoltice je územním společenstvím římských katolíků v orlickoústeckém vikariátu královéhradecké diecéze.

## O farnosti

### Historie
Rudoltice jsou doloženy jako farní obec (tj. ves s plebánií) v roce 1350. Konkrétnější zmínky o místní duchovní správě jsou pak poprvé doloženy k roku 1439. Původní farní kostel byl dřevěný a sloužil svému účelu až do závěru 18. století, kdy přestal potřebám farnosti vyhovovat. V roce 1799 byl vyhotoven projekt kostela nového, který pak byl také vystavěn. Stavba nového kostela byla realizována v letech 1804–1809. K jeho stavbě byl částečně použit materiál z ruiny rudoltického Nového zámku, který v 18. století (krátce po svém dokončení) 2x vyhořel a poté byl z větší části zbořen. Na stavbu kostela bylo druhotně použito zámecké zdivo. Kostel byl v užívání schopném stavu zřejmě již v roce 1807, neboť tehdy byl zbořen původní dřevěný kostel.
Farnost měla sídelního duchovního správce až do roku 1975. Poté byla přičleněna ex currendo k Lanškrounu. V roce 1992 byl farní kostel opětovně vysvěcen po generální rekonstrukci. V roce 1993 byl do farnosti ustanoven trvalý jáhen, který se zároveň stal jejím materiálním administrátorem (tzv. administrátor in materialibus). Duchovní správu převzal Dr. Zbigniew Czendlik, ustanovený do Lanškrouna. Ten však později přenechal duchovní službu kněžím-penzistům z charitního domova v Albrechticích u Lanškrouna, ač nominálně mu duchovní správa (resp. pověření ke kněžským funkcím v Rudolticích) zůstala zde i nadále. 

### Současnost
Ve farnosti Rudoltice působí trvalý jáhen, který je zároveň jejím materiálním administrátorem. Duchovním správcem je děkan z Lanškrouna.
| Fotografie | Kostel                   | Místo     | Bohoslužba | Bohoslužba | Poznámka     |
| ---------- | ------------------------ | --------- | ---------- | ---------- | ------------ |
|            | Kostel sv. Petra a Pavla | Rudoltice | neděle     | 11.00      | farní kostel |